# Tillandsia sucrei
Tillandsia sucrei là một loài thuộc chi Tillandsia. Đây là loài đặc hữu của Brasil.

## Hình ảnh

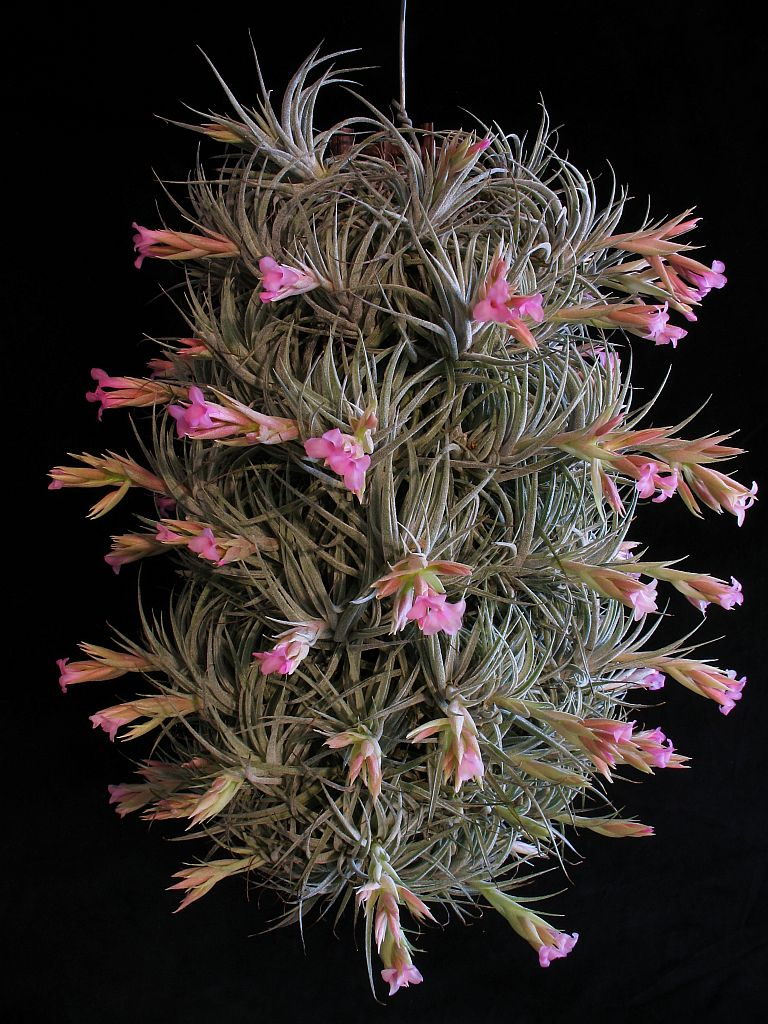
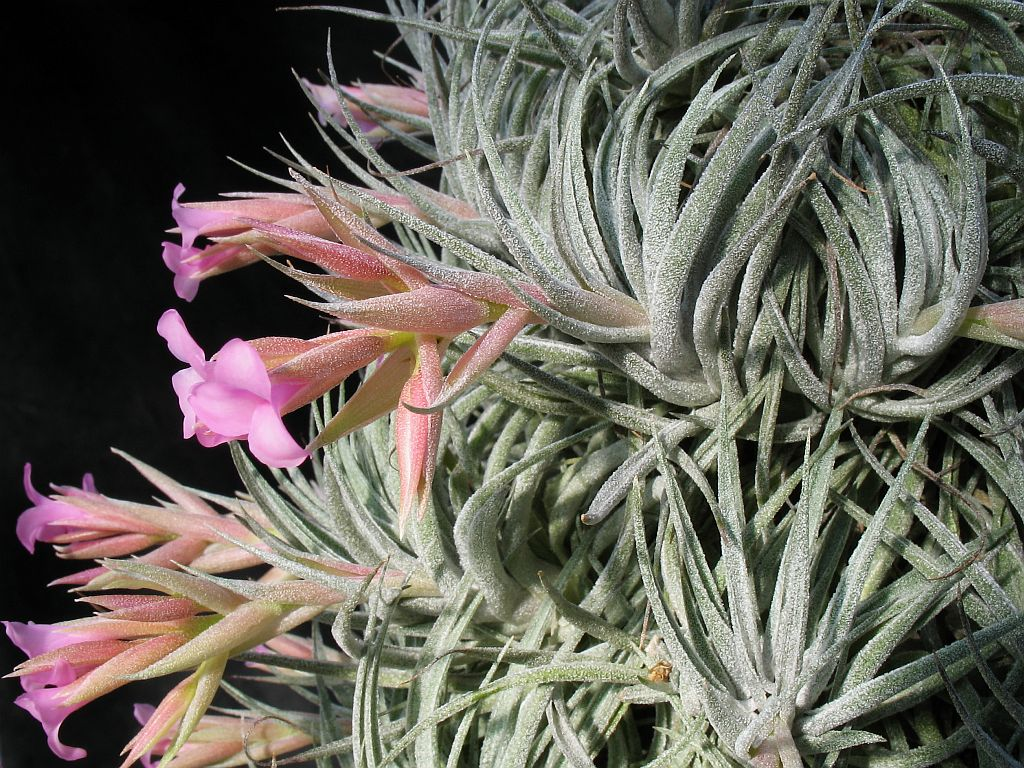
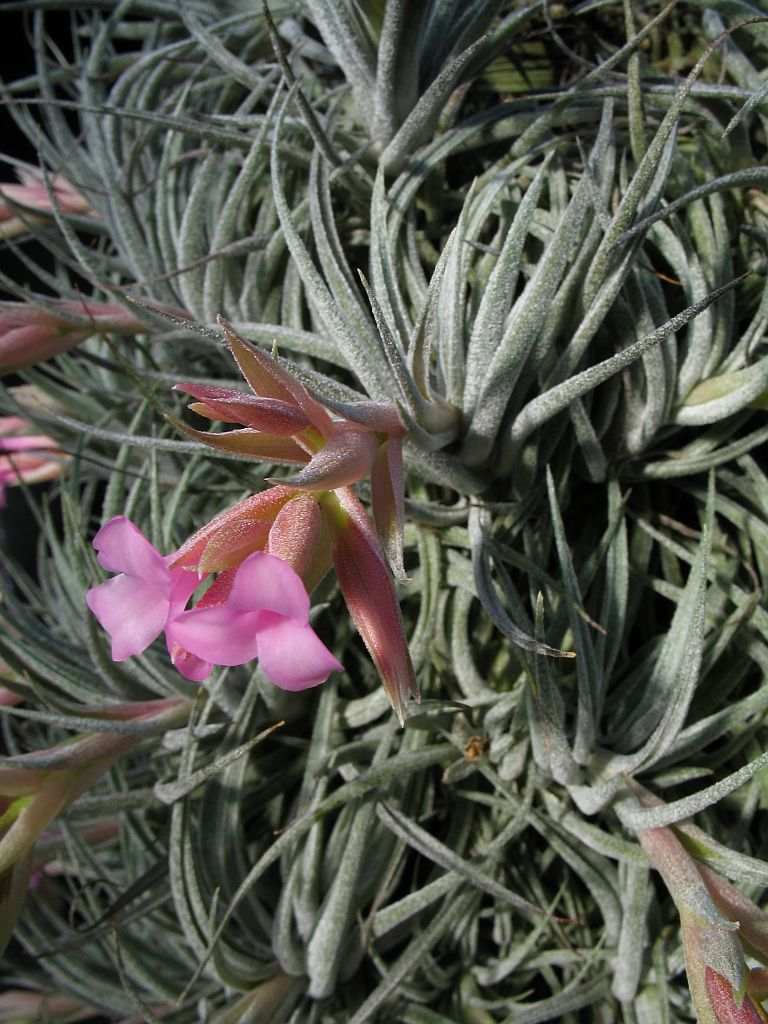

## Giống
- Tillandsia 'Pink Sugar'
- Tillandsia 'Pink Truffles'